# Necropoli di Populonia
La necropoli di Populonia è uno dei monumenti più importanti della Civiltà etrusca. Essa è situata nel golfo di Baratti, ed è costituita da diversi siti, risalenti a momenti diversi della storia etrusca. I reperti della necropoli si trovano esposti nel museo della Collezione privata Gasparri, a Populonia Alta.

## Le zone cimiteriali
Le aree di necropoli visitabili all'interno del Parco archeologico di Baratti e Populonia sono la necropoli di San Cerbone - Casone e di Poggio della Porcareccia, risalente essenzialmente al periodo orientalizzante (VII secolo a.C.) e arcaico (VI secolo a.C.) con alcune sepolture più tarde, e la necropoli delle Grotte, risalente al periodo ellenistico (IV - II secolo a.C.).

All'esterno del Parco si trovano sia zone cimiteriali più antiche (Poggio del Molino, Poggio delle Granate, Piano delle Granate, del periodo villanoviano) che di epoca tarda (periodo ellenistico), come le necropoli di Buche delle Fate, Poggio Malassarto, le tombe più recenti di Piano delle Granate.

## Gli scavi

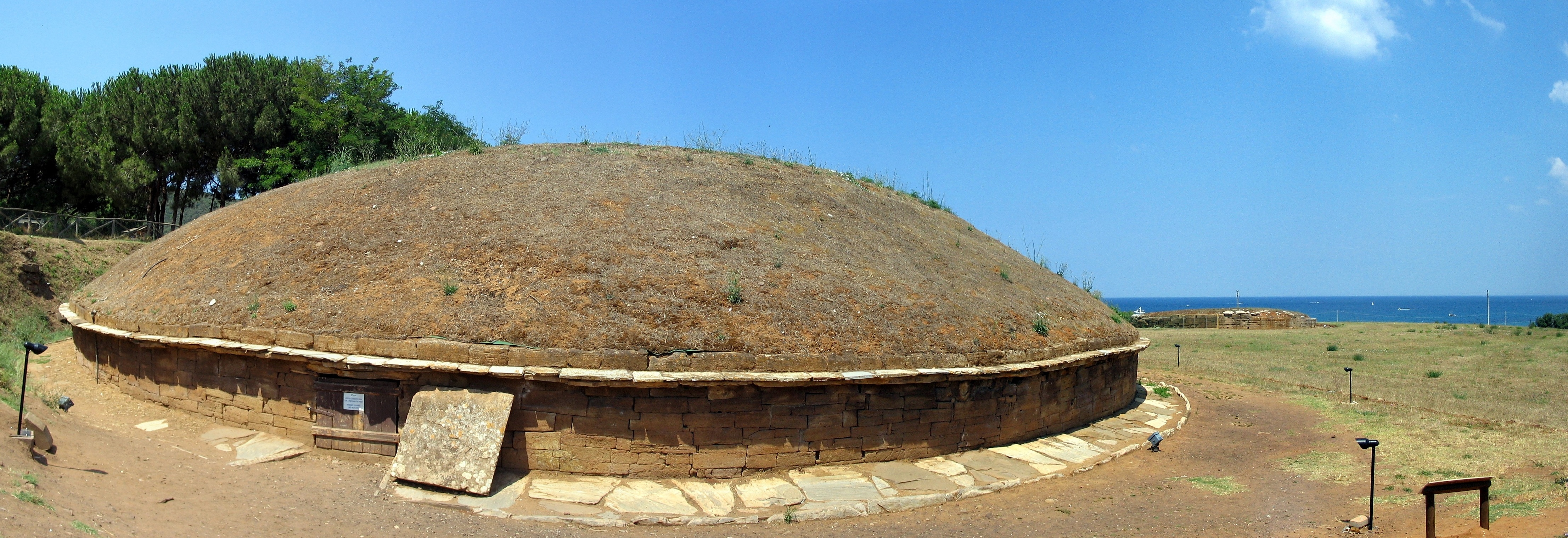
Un tumulo

Le tombe della necropoli orientalizzante ed arcaica si trovavano, fino agli inizi del XX secolo, sepolte sotto alcuni metri di scorie di ferro, detriti lasciati ancora in epoca etrusca dalla lavorazione di questo importante metallo, una grande fonte di reddito per Populonia.
A parte alcune scoperte casuali nell'Ottocento, la prima tomba venne individuata nel 1897 dall'archeologo Isidoro Falchi.
Tuttavia, poiché le scorie erano ancora ricche di ferro, l'escavazione della zona venne data in concessione dallo stato italiano ad alcune società private, che sfruttarono le scorie antiche nell'industria siderurgica. Questi scavi, condotti dal 1920 al 1959, finirono per danneggiare i monumenti e distruggere la stratigrafia archeologica rappresentata dalle scorie. A questi sbancamenti si unì anche il problema costituito dai saccheggi dei "tombaroli".
Nello stesso periodo vennero tuttavia effettuati anche scavi regolari, a partire dal 1914, condotti da archeologi come Antonio Minto e A. De Agostino; più recentemente, negli anni settanta, da Marina Martelli e Antonella Romualdi.

## Necropoli del periodo villanoviano
Le necropoli villanoviane (IX - VIII secolo a.C.) si trovano al di fuori del Parco e non sono semplici da visitare.
La maggior parte delle sepolture è costituita da "tombe a fossa", "tombe a pozzetto" (piccoli pozzi scavati nella terra con all'interno "cinerari biconici", le tipiche urne cinerarie del periodo villanoviano) e "tombe a camera", che già fanno presagire la struttura dei tumuli di epoca successiva.

## Necropoli di San Cerbone, Casone, Poggio della Porcareccia

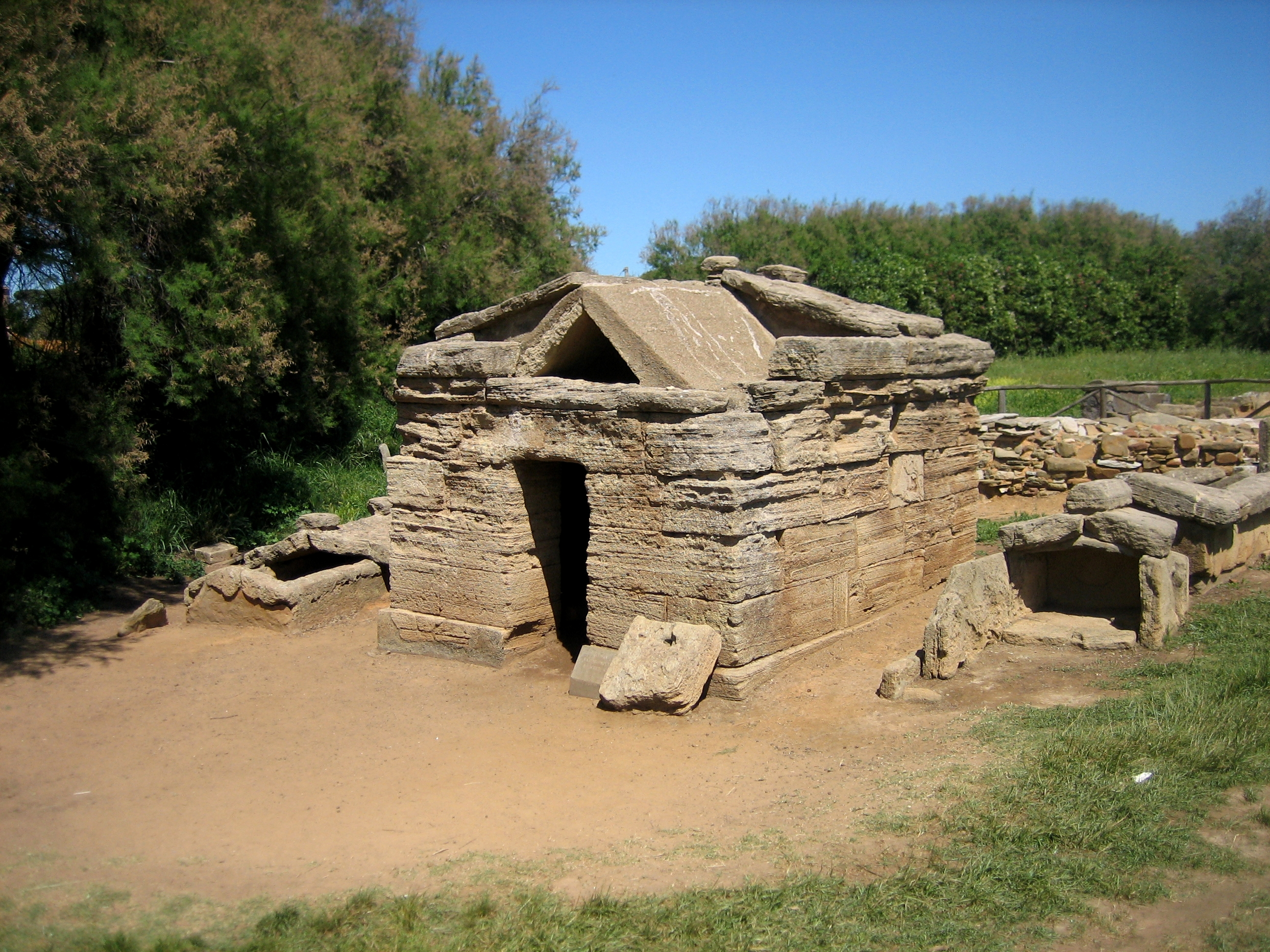
Necropoli di San Cerbone

Nella necropoli di San Cerbone - Casone (e nell'attigua Poggio della Porcareccia), scavate a partire dalla fine dell'Ottocento, sono visibili tre tipi di tombe:
- le "tombe a tumulo", risalenti al VII secolo a.C., sono sepolcri familiari appartenenti alle famiglie dell'aristocrazia dominante nella città (i cosiddetti "principi guerrieri"). Si tratta di tombe monumentali, alcune (come la tomba dei Carri o quella dei Letti funebri) molto grandi, con oltre 20 metri di diametro. A Populonia esistono alcune varianti della tomba a tumulo, ma le più comuni sono quelle dotate di un basamento (crepidine a tamburo cilindrico), di solito in arenaria locale "pietra panchina" (calcarenite), sormontato da una gronda (grundarium) in pietra alberese, un tipo di calcare, ancora di origine locale. All'interno le tombe a tumulo di Populonia hanno, nella cella centrale usata per le sepolture, un soffitto a  "falsa cupola" (tholos) comune anche a molte altre tombe etrusche dello stesso tipo.
- Le "tombe a edicola", risalenti essenzialmente al VI secolo a.C. e utilizzate per un lungo lasso di tempo, hanno una forma a tempietto ed avevano anche alcune statue come decorazioni. Anche questo tipo veniva probabilmente utilizzato per più membri delle stesse famiglie, legate all'aristocrazia. La tomba a edicola più conservata, la tomba del Bronzetto di offerente, si trova nella necropoli del Casone, a pochi passi dall'odierna spiaggia: la costruzione fortemente squadrata presenta una caratteristica copertura in lastre monolitiche di panchina inclinate a doppio spiovente e originariamente decorate con antefisse e acroteri fittili.
- Le "tombe a cassone o a sarcofago", di solito individuali, cominciano ad essere utilizzate dalla fine del VI secolo a.C. Sono simili a dei sarcofagi, anche privi delle decorazioni elaborate che di solito si associano all'idea di sarcofago etrusco, ma non erano contenute all'interno di altre strutture: ogni sarcofago è una tomba a sé stante. La maggior parte di essi è costruita in "pietra panchina", mentre uno, in nenfro (pietra vulcanica) sembrerebbe d'importazione.

## Necropoli delle Grotte

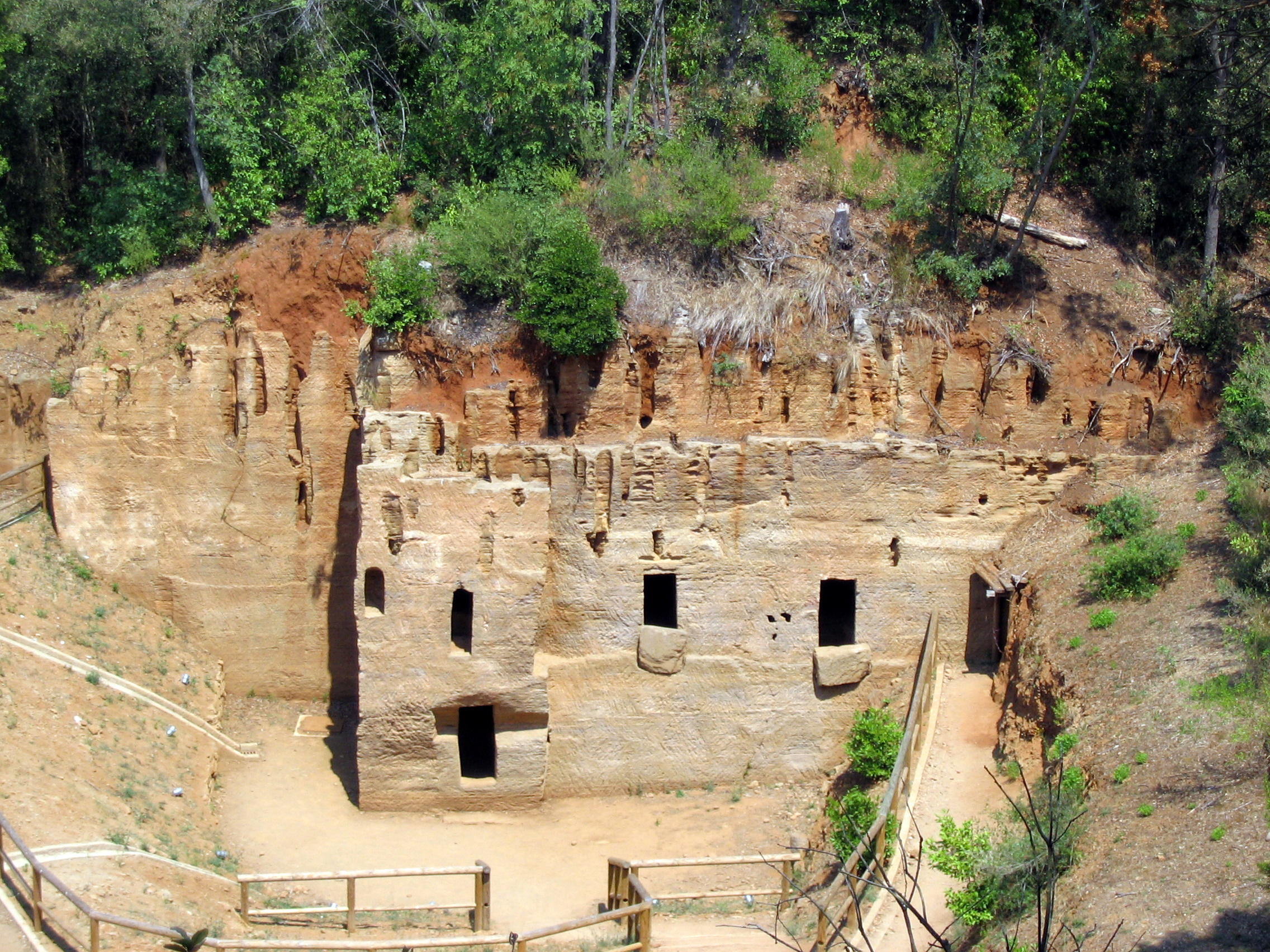
Necropoli delle grotte

Nella necropoli delle Grotte, scavata in anni recenti ed ancora in corso di studi, sono visibili "tombe a camera ipogee" (molte di esse già violate nell'antichità o anche in tempi recenti) scavate nell'arenaria, e altre sepolture più piccole, a cassone (a cremazione o a inumazione). 
Vi sono state rinvenute anche tombe più semplici, "a fossa", ovvero semplici fosse terragne che tuttavia in alcuni casi hanno anche restituito interessanti oggetti di corredo.
Queste sepolture risalgono tutte al periodo ellenistico (IV - II secolo a.C.), e alcune di esse sono scavate all'interno di cave di arenaria utilizzate nei periodi precedenti.

## Necropoli di Buche delle Fate
Delle altre necropoli, di epoca ellenistica, la meno difficile da raggiungere è Buche delle Fate, sul versante occidentale del promontorio dove sorge il castello di Populonia, dove, seminascoste dalla vegetazione, si trovano tombe a camera sotterranea scavate nella roccia di una interessante necropoli etrusca di epoca ellenistica, simili a quelle delle Grotte e databili III - I secolo a.C.

## Altre necropoli ellenistiche

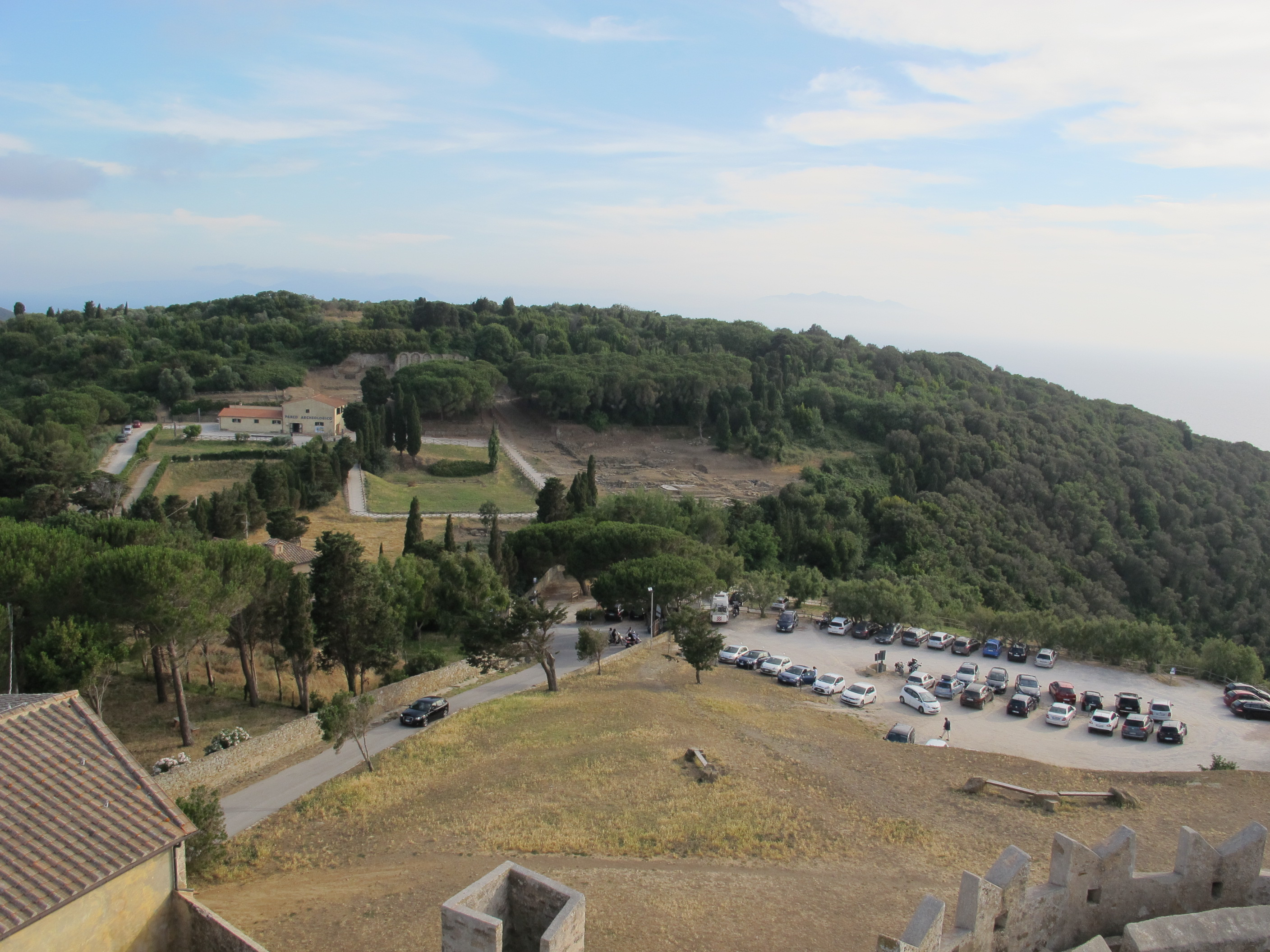
Veduta della zona archeologica dalla rocca di Populonia

Le altre necropoli ellenistiche di Populonia si trovano a Poggio Malassarto (IV secolo a.C.) e Piano e Poggio delle Granate, dove già si seppelliva in epoca villanoviana.
Inoltre, vi sono sepolture attestate nella vecchia zona di San Cerbone e Casone e tombe isolate nel retroterra.